# محاصره پاریس (۸۸۵–۸۸۶)
محاصره پاریس (انگلیسی: Siege of Paris)، بخشی از یورش وایکینگ‌ها به رود سن، در پادشاهی فرانک‌های باختری بود. محاصره مهمترین رویداد سلطنت شارل فربه و نقطه عطفی در ثروت دودمان کارولنژی و تاریخ فرانسه بود.  همچنین برای فرانک‌ها اهمیت استراتژیک پاریس را در زمانی که یکی از بزرگترین شهرهای فرانک باختری نیز بود، ثابت کرد. محاصره موضوع روایت شاهد عینی در شعر لاتین Bella Parisiacae urbis Abbo Cernuus است. محاصرهٔ در سال ۸۸۵ از طرف وایکینگ‌های مهاجم آغاز شد که یک سال به درازا کشید و سرانجام در سال ۸۸۶، فرانک‌ها توانستند وایکینگ‌ها را شکست داده و آن‌ها را به سمت بورگونی عقب برانند.